# Ґроот-Брак-Рів'єр (ПАР)
Ґроот-Брак-Рів'єр (англ. Groot Brak Rivier) — населений пункт в районі Еден, Західна Капська провінція, ПАР.
| Прапор ПАР | Це незавершена стаття про Південно-Африканську Республіку. Ви можете допомогти проєкту, виправивши або дописавши її. |